# Gene Upshaw
Eugene Thurman Upshaw Jr. (Robstown, 15 agosto 1945 – Lake Tahoe, 20 agosto 2008) è stato un giocatore di football americano statunitense che ha giocato nel ruolo di guardia per gli Oakland Raiders prima nella American Football League (AFL) e poi nella National Football League (NFL). Nel 1987 è stato inserito nella Pro Football Hall of Fame.

## Carriera professionistica
Dopo aver giocato a football al college in numerose posizioni nella linea offensiva, Upshaw fu impiegato stabilmente dagli Oakland Raiders come guardia offensiva sinistra nella American Football League e nella National Football League per 15 anni. In quel lasso di tempo, Gene disputò tre Super Bowl: nel 1967, 1976 e 1980, facendone il primo giocatore ad aver disputato la grande partita in tre diversi decenni (Jerry Rice e Bill Romanowski compirono la stessa impresa nel 2003). Egli disputò anche tre finali del campionato AFL, sette finali della AFC, un All-Star game della AFL e 6 Pro Bowl. The Sporting News lo inserì nella formazione ideale del 1969 della AFL.
Upshaw nel 1976 fece parte di una linea offensiva particolarmente ostica per gli avversari, coi compagni Dave Dalbycome centro e George Buehler come guardia destra. Nella finale della AFC di quell'anno, i Raiders batterono i Pittsburgh Steelers, correndo 157 yard e passando 88 yard. Nella gara successiva i Raiders superarono i Minnesota Vikings nel Super Bowl XI, correndo ben 266 yard e passandone altre 180 con Upshaw overwhelmed che dominò il defensive tackle opposto a lui, il leggendario Alan Page, un altro futuro Hall of Famer. Nella finale della AFC del 1980, i Raiders batterono i San Diego Chargers, correndo 138 yard e passandone 261. I Raiders sconfissero poi i Philadelphia Eagles nek Super Bowl XV, correndo 117 yard e passandone altre 261, con Upshaw, Dalby e la guardia destra Mickey Marvin che superarono nettamente gli avversari degli Eagles Charlie Johnson, Bill Bergey e Frank LeMaster.
Upshaw è l'unico giocatore della storia del football professionistico ad aver disputato tre Super Bowl con la stessa squadra in tre differenti decati. Nel 1999 è stato classificato al numero 62 tra i migliori giocatori di tutti i tempi da Sporting News mentre nella classifica stilata da NFL Newwork nel 2009 è inserito al 56º posto.
Dopo essersi ritirato nel 1981, Upshaw rimase per molti anni direttore esecutivo dell'Associazione Giocatori della NFL (NFLPA).

## Palmarès

### Franchigia
- Super Bowl : 2 Vittorie del Super Bowl (XI, XV)
- Campione AFL (1967)

### Individuale
- AFL All-Star (1968)
- (6) Pro Bowl (1972, 1973, 1974, 1975, 1976, 1977)
- (3) All-AFL (1967, 1968, 1969)
- (3) First-Team All-Pro (1970, 1974, 1977)
- (4) Second-Team All-Pro (1972, 1973, 1975, 1976)
- Formazione ideale del 75º anniversario della NFL
- Formazione ideale della NFL degli anni 1970
- Formazione ideale del 100º anniversario della National Football League
- Classificato al #56 tra i migliori cento giocatori di tutti i tempi da NFL.com
- Pro Football Hall of Fame